# San Benedetto fuori Porta San Paolo (diaconia)
San Benedetto fuori Porta San Paolo (in latino: Diaconia Sancti Benedicti extra Portam Sancti Pauli) è una diaconia istituita da papa Giovanni Paolo II nel concistoro del 28 giugno 1988.

## Storia
Il titolo insiste sulla chiesa di San Benedetto, nel quartiere Ostiense.
Papa Pio X nel 1912 volle fare edificare una chiesa nel quartiere Ostiense, nei pressi del Gazometro; in questo modo volendo provvedere alla vita spirituale della popolazione ivi residente, ma morì prima di poter vedere incominciare i lavori. Il suo successore Benedetto XV si impegnò per l'avvio di essi ma per una serie di contrattempi alla sua morte l'opera aveva appena avuto inizio. Solo nel 1925, sotto il pontificato di Pio XI, la chiesa venne finalmente completata e fu quindi ufficialmente eretta in parrocchia il 3 giugno 1926 con la costituzione apostolica Nostri pastoralis officii.
Oggi essa è affidata ai sacerdoti della Congregazione della Società del Verbo Divino (S.V.D.).

## Titolari
- Achille Silvestrini (28 giugno 1988[2] - 29 agosto 2019 deceduto)
  - Vacante dal 2019 al 2023
- Christophe Pierre, dal 30 settembre 2023